# Lacus Mortis

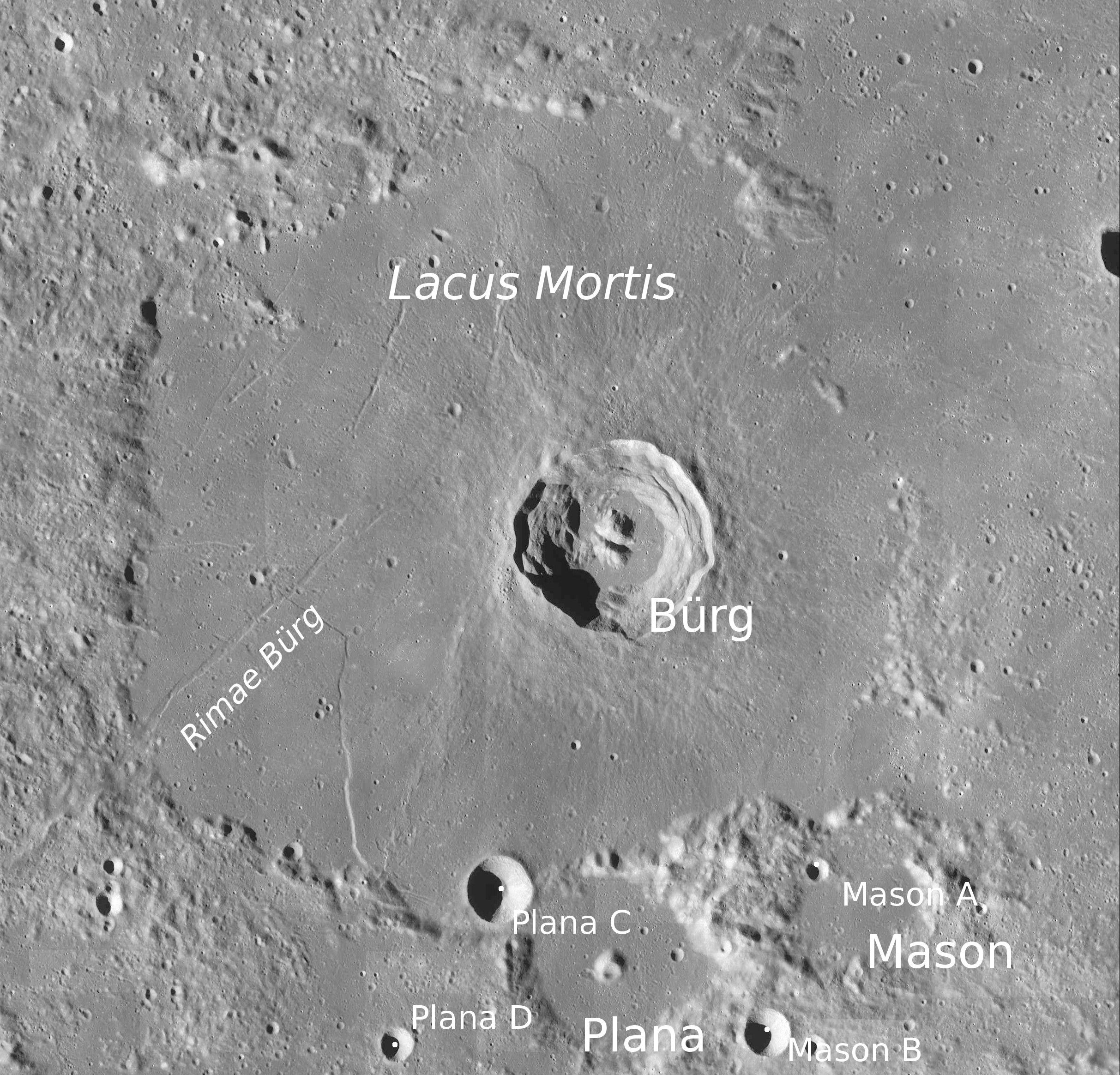
Lacus Mortis photographié par la sonde orbitale Lunar Reconnaissance Orbiter.

Lacus Mortis (Lac de la mort en latin) est une plaine de lave basaltique dans la partie nord-est de la Lune, située juste au sud de la Mare Frigoris, n'en étant séparée que par une mince bande de terrain accidenté. Au sud se trouve le Lacus Somniorum, séparé de cette mer par les cratères joints, Plana (en) et Mason (en) et une bande de terrain inégal.
À l'est du centre de cette formation se trouve le cratère Bürg de 40 km de diamètre. La partie est de Lacus Mortis comporte un système développé de sillons et rainures appelé « Rimae Bürg ».
La formation ressemble à un cratère inondé.
Les coordonnées sélénographiques du Lacus Mortis sont 45, 27,2 pour un diamètre de 151 km et une surface de 21 000 km2.
Le nom vient de l'astronome italien Giovanni Riccioli (1598-1671) et a été officiellement adopté par l'Union astronomique internationale en 1935.